# Gerald Whitrow
Gerald Whitrow   (Kimmeridge, 9 de juny de 1912 - Merton, Londres i Londres, 2 de juny de 2000) va ser un matemàtic anglès.
Whitrow va ingressar a Christ Church College (Oxford) en el qual es va graduar el 1933. Va romandre-hi per fer recerca amb Edward Milne sobre cinemàtica relativista i es va doctorar el 1939. Va ser professor de matemàtiques al Christ Church des de 1936 fins a 1940, quan es va incorporar al Ministeri de Subministraments com a oficial científic per fer recerca bèl·lica durant la Segona Guerra Mundial. Acabada la guerra, el 1945, va anar a l'Imperial College London, on va ser successivament professor ajudant i professor titular de matemàtiques. A partir de 1972 va ser catedràtic de Història i Aplicacions de les Matemàtiques.
Whitrow és conegut, sobre tot, pels seus treballs sobre les bases filosòfiques de la cosmologia. Més específicament, per la caracterització científica i matemàtica del temps; els seus llibres The Natural Philosophy of Time (1961) i What Is Time? (1972) van ser la base per establir les actuals doctrines sobre la fletxa del temps.